# Neue Kapelle (Vilchband)

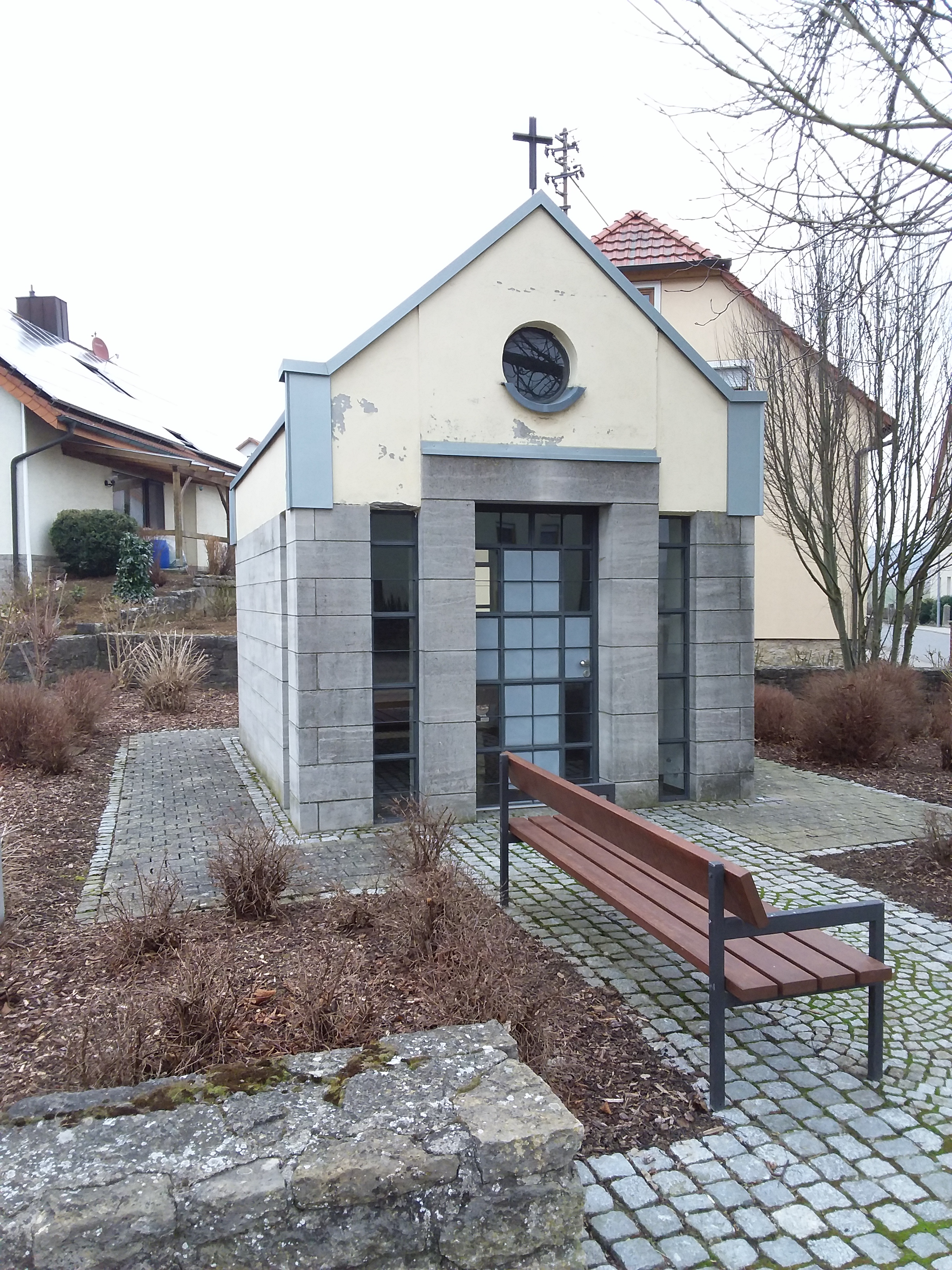
Die Neue Kapelle in Vilchband (2017)

Die römisch-katholische Neue Kapelle in Vilchband wurde aufgrund der Neutrassierung der Ortsstraße in Richtung Unterwittighausen von der Gemeinde im Jahre 1988 erbaut. Davor befand sich, nicht weit von der heutigen Kapelle, eine kleine Grotte mit einer Lourdes-Madonna.
Die Bezeichnung „Neue Kapelle“ wird in Abgrenzung zur „Alten Kapelle“ des Ortes verwendet.

## Architektur und Ausstattung
Die Neue Kapelle verfügt über einen schlichten Altar.

Ansichten der Neuen Kapelle
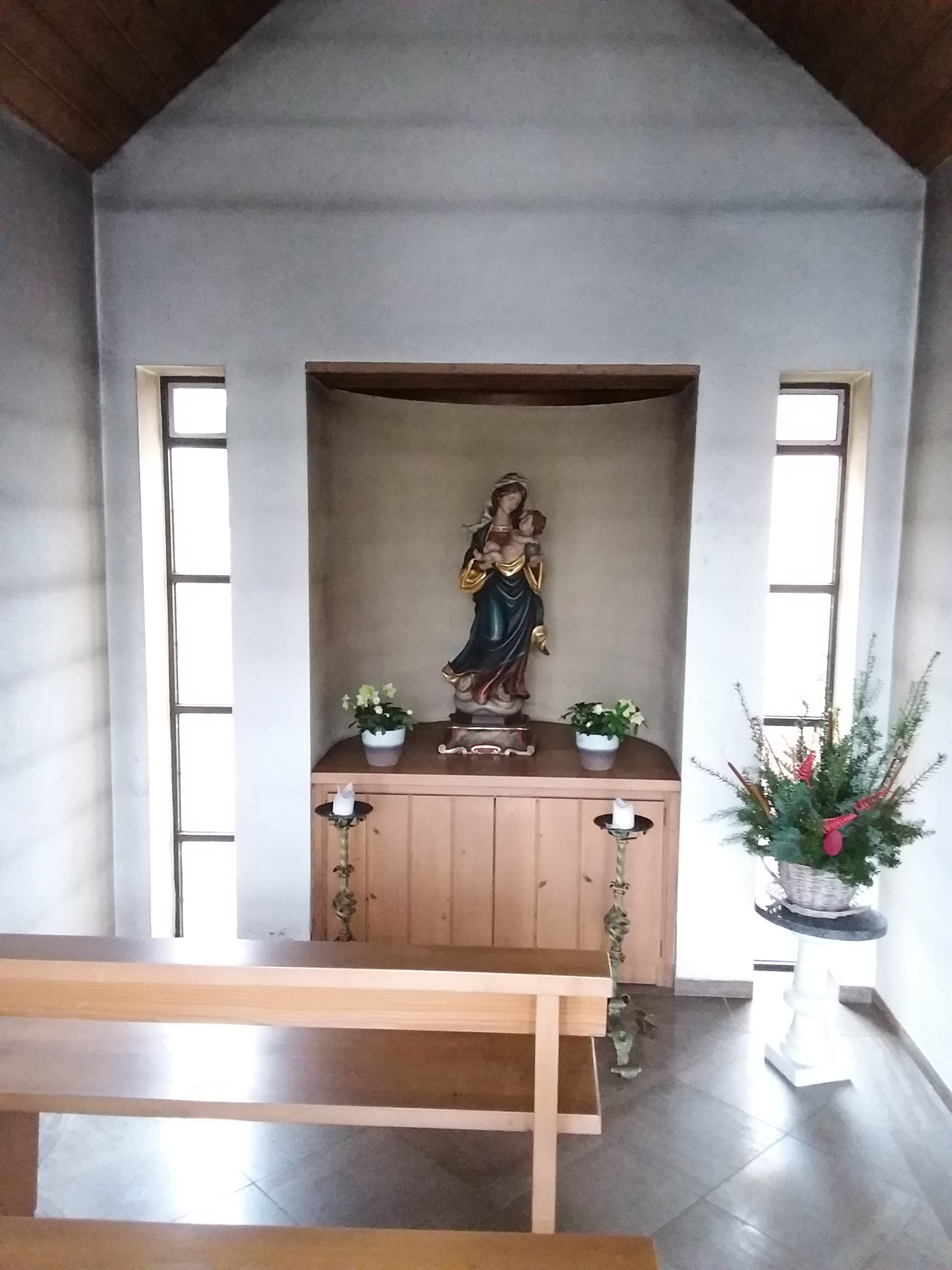
Blick in den Innenraum